# Przekorny los
Przekorny los – szesnasty album zespołu Akcent, wydany 1 lipca 2016 przez firmę fonograficzną Green Star. Znalazło się na nim 16 utworów, w tym przeboje, takie jak „W sercu mi graj” (w duecie z grupą Exaited), „Przez twe oczy zielone”, „Przekorny los” czy „Kochana wierzę w miłość”.
14 czerwca 2018 album uzyskał status diamentowej płyty, za sprzedaż ponad 150 tysięcy egzemplarzy.
We wrześniu 2017 została wydana winylowa reedycja płyty w nakładzie 200 sztuk. Egzemplarz opatrzony numerem 001 został sprzedany na aukcji za 6,9 tys. złotych, zostając tym samym jedną z najdrożej wylicytowanych płyt w Polsce.

## Lista utworów

### Wersja CD
1. „Przez twe oczy zielone”
2. „Przekorny los”
3. „Szczęśliwa gwiazda”
4. „Taką cię wyśniłem”
5. „Biorę urlop od ciebie”
6. „Teraz już wiem (Nam nie mogło udać się)”
7. „Ostatni klaps”
8. „Tańcząca w deszczu”
9. „Czemu jesteś taka dziewczyno”
10. „Kochana wierzę w miłość”
11. „W sercu mi graj”
12. „Czekam mała na twą miłość”
13. „Ty mi skradłaś wszystko”
14. „Prawdziwa miłość to ty”
15. „Przez twe oczy zielone” (Ballada) (bonus track)
16. „Prawdziwa miłość to ty” ft. Dziemian & MaroMaro (bonus track)

### Wersja gramofonowa

#### Strona A
1. „Przez twe oczy zielone”
2. „Przekorny los”
3. „Prawdziwa miłość to ty”
4. „Biorę urlop od ciebie”
5. „Teraz już wiem (Nam nie mogło udać się)”

#### Strona B
1. „Kochana wierzę w miłość”
2. „Tańcząca w deszczu”
3. „Czemu jesteś taka dziewczyno”
4. „W sercu mi graj”
5. „Ty mi skradłaś wszystko”

## Skład zespołu
- Zenon Martyniuk
- Ryszard